# Gregarinidra serrata
Gregarinidra serrata är en mossdjursart som först beskrevs av William MacGillivray 1869.  Gregarinidra serrata ingår i släktet Gregarinidra och familjen Flustridae. Inga underarter finns listade i Catalogue of Life.